# Fahrerlager

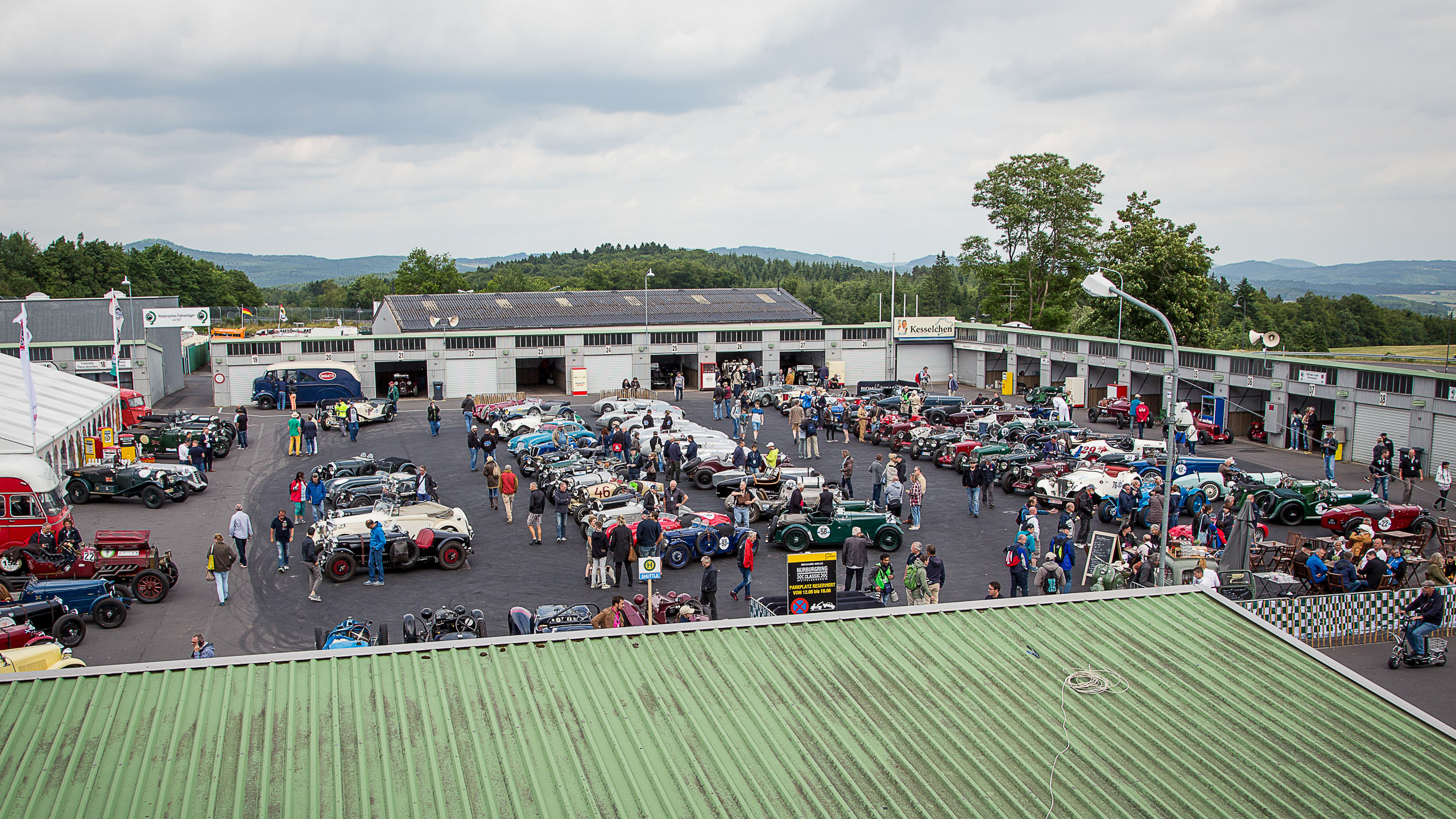
Historisches Fahrerlager Nürburgring, eins der ältesten noch erhaltenen und genutzten Fahrerlager, eröffnet 1927.

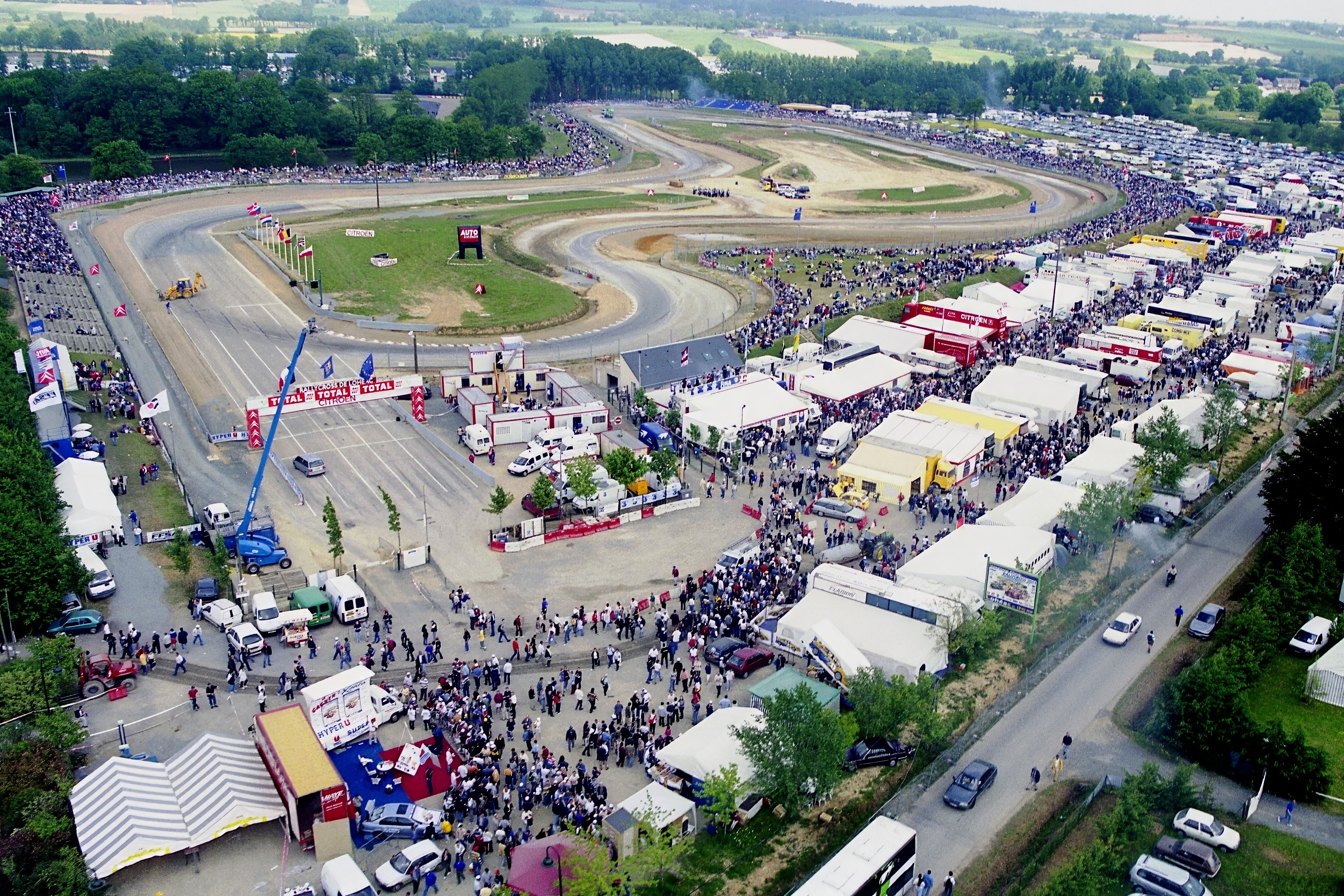
Luftaufnahme der Rallycross-Piste Circuit de Lohéac. Unmittelbar neben der Rennstrecke das Fahrerlager mit Renntransportern sowie den angrenzenden Arbeits- und Bewirtungszelten der Teams.

Ein Fahrerlager ist ein Teil eines Motorsportgeländes und bezeichnet das Areal, auf dem die Teilnehmer und ihre Fahrzeuge während einer Veranstaltung untergebracht sind. 
Bei permanenten Rennstrecken ist dieser Bereich eingezäunt, unter anderem um den Zugang zu kontrollieren. Meist ist dann auch das Fahrerlager selbst noch einmal unterteilt, beispielsweise in den an die Boxen direkt angrenzenden Teil und andere Bereiche, unter anderem einen entsprechend großen Parc Fermé.
Eine ausreichende Anzahl Toiletten ist vorgeschrieben. Andere Einrichtungen, die zur Infrastruktur gehören, finden sich ebenfalls in oder nahe bei den Fahrerlagern in aller Welt. 
Bei Veranstaltungen auf nicht-permanenten Strecken muss diese Infrastruktur mobil bereitgestellt werden. So gehören mobile Toilettenkabinen zum Erscheinungsbild im Berg- und Slalomsport. Die Gastronomie kann sich auf ein Festzelt konzentrieren oder, meist in „Straßen“ zusammengefasst, in einem Freiluftbereich aufgebaut sein. Der offene Zugang zum Fahrerlager bei diesen Veranstaltungen verschafft diesem Bereich erst die Grundlage seiner Anwesenheit. 

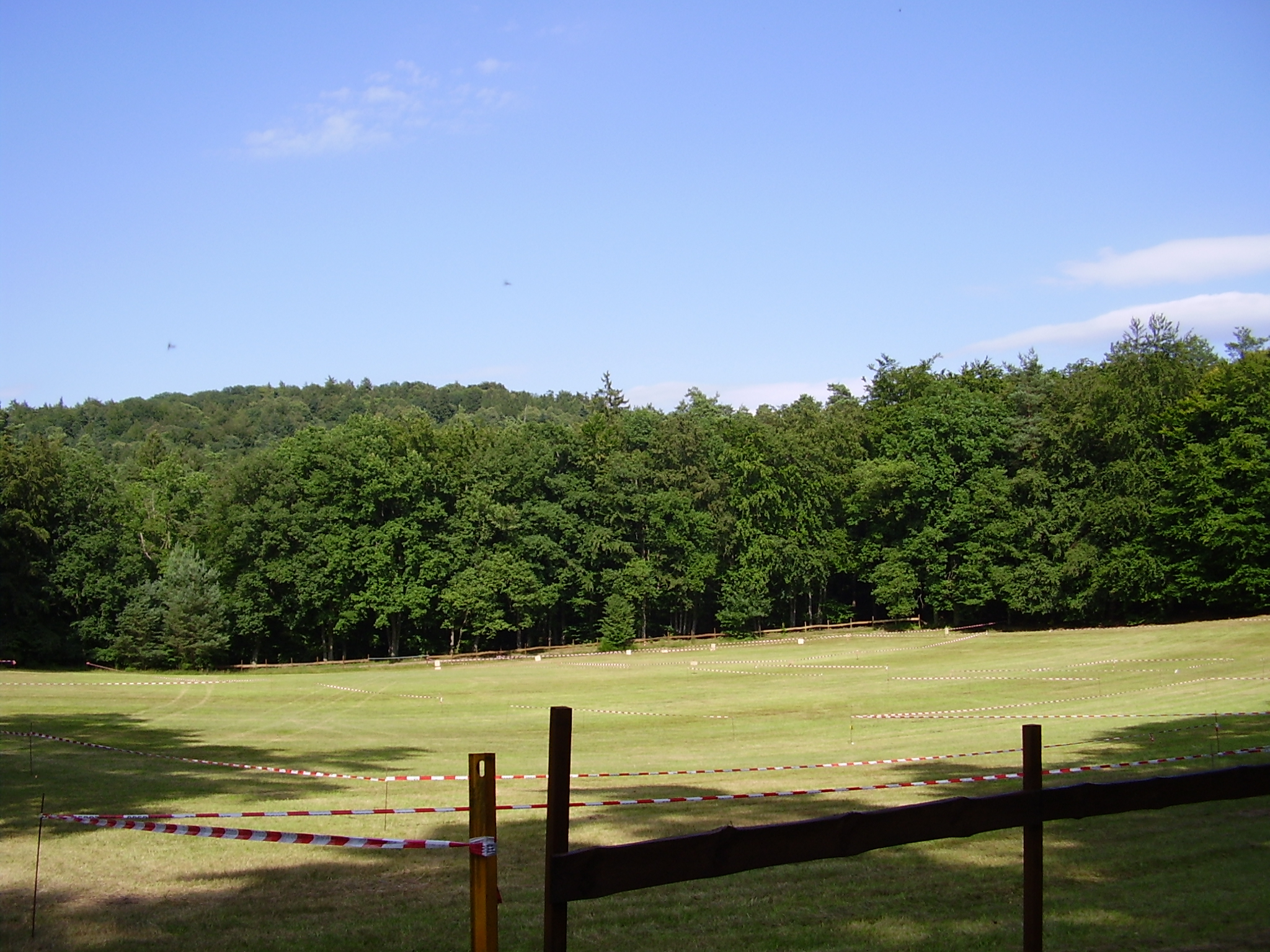
Eine nur für die Veranstaltung abgesperrte Fläche und noch leeres Fahrerlager, Bergrennen Homburg.

Bei mehrtägigen Veranstaltungen übernachtet ein Teil der Fahrer und Helfer im Fahrerlager oder braucht zumindest eine Ruhemöglichkeit. Das Erscheinungsbild wird so durch große und kleine Wohnmobile und auch Zelte geprägt, die unmittelbar neben den eigentlichen Rennfahrzeugen und deren Transportmitteln (vom Sattelauflieger bis zum einfachen Autotransport-Anhänger) stehen. Da die Transporter im Laufe der Zeit immer aufwendiger wurden und die Komfortansprüche im Wohnbereich stiegen, herrschen häufig Platzprobleme. Diese können selten dadurch gelöst werden, dass das Fahrerlager ausgeweitet wird. Vielmehr melden die Teilnehmer ihre Transportfahrzeuge, mit Angabe der benötigten Stellfläche, zusammen mit ihrer Nennung an und bekommen einen entsprechend großen Platz zugewiesen. Die Privat-Pkw der Fahrer und Helfer müssen dann außerhalb geparkt werden, zumeist auch die während der Veranstaltung leeren Transportanhänger.
Eines der bekanntesten und ältesten noch vorhandenen Fahrerlager ist das Historische Fahrerlager am Nürburgring.